# Axel Gering
Axel Gering (* 15. Oktober 1968 in München) ist ein deutscher Klassischer Archäologe.

## Leben
Nach dem Abitur am Münchner Wilhelmsgymnasium im Jahre 1987 begann Gering im selben Jahr das Studium der Klassischen Archäologie, Alten Geschichte und Vorderasiatischen Archäologie an der Universität München an. Im Jahr 1994 erhielt er dort einen Abschluss als Magister Artium. Daraufhin arbeitete er als Wissenschaftlicher Mitarbeiter an der Universität München und wurde im Jahr 1999 promoviert. In den darauffolgenden Jahren setzte er seine Forschung, Ausgrabungs- und auch Lehraktivitäten fort und stellte im Jahr 2005 seine Habilitationsschrift an der HU Berlin bei Henning Wrede und Klaus Freyberger fertig. Im Zeitraum von 2003 bis 2007 hatte er einen Lehrauftrag als wissenschaftlicher Mitarbeiter. Im Jahr 2007 wurde er habilitiert und zum Privatdozenten ernannt. Heute ist er als „Sonderprofessor“ am  Winckelmann-Institut der HU Berlin tätig.
Seit seiner Dissertation ist das antike Ostia, wo er das „Ostia Forum Project“ leitet, sein Hauptforschungsgebiet.
Seit seinem Studium ist er Mitglied des Corps Bavaria München.

## Veröffentlichungen (Auswahl)
- Ostia: Wohnen in der Insula. Dissertation Universität München 2002 (nur als Microfiche publiziert). OCLC 634304871
- Die Case a Giardino als unerfüllter Architektentraum. Planung und gewandelte Nutzung einer Luxuswohnanlage im antiken Ostia. In: Römische Mitteilungen 109, 2002, S.  109–140.
- Plätze und Straßensperren an Promenaden. Zum Funktionswandel Ostias in der Spätantike. In: Römische Mitteilungen 111, 2004, S. 299–381.
- Ostias vergessene Spätantike. Eine urbanistische Deutung zur Bewältigung von Zerfall. Reichert, Wiesbaden 2018, ISBN 978-3-95490-210-1 (Habilitationsschrift).
- Rezension zu: S. Priester, Ad summas tegulas: Untersuchungen zu vielgeschossigen Gebäudeblöcken mit Wohneinheiten und Insulae im kaiserzeitlichen Rom. In:  BCom Suppl. 11 (2002), Gnomon 78.2006, S. 540–543
- Genußkultur und Ghettobildung: Ist Ostia repräsentativ für spätantike Metropolen?, in: Rudolf H. W. Stichel, Nadin Burkhardt (Herausgeber): Die antike Stadt im Umbruch. 2008, ISBN  978-3-89500-761-3
- Rezension zu: S. Keay – M. Millett – L. Paroli – K. Strutt (Herausgeber): Portus. An Archeological Survey of the Port of Imperial Rome. In: Bonner Jahrbücher 206.2006(2008), S. 365–370. doi:10.11588/bjb.2008.0.30569